# مقالة

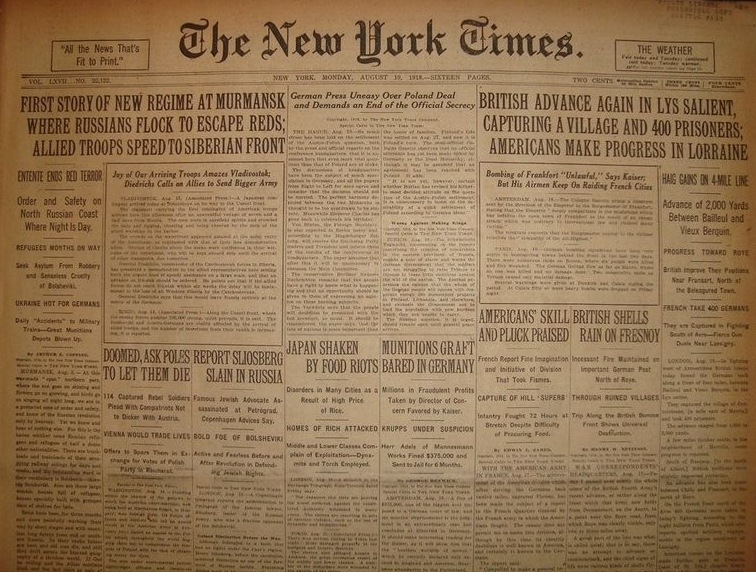

المقالة هي جزء قائم بذاته من عمل مكتوب أكبر، هذا الجزء المكون من النثر غير القصصي يظهر في الصحف، المجلات، الإنترنت والمنشورات الأكاديمية وهنالك نوعان من المقالات وهما : المقالة العلمية والمقالة الأدبية. يختلف حجم المقالة حسب الصحيفة أو المجلة أو الموقع الإلكتروني، وهي عادة أكثر من فقرة أو فقرتين. وتسمح بعض المجلات بالقص واللصق بينما تعتبر أخرى ذلك من السرقة الفكرية.
أنواع المقالات من ناحية الأسلوب هم المقال الافتتاحي والمقال العمودي والمقال التحليلي والمقال النقدي.